# Sent Jan de Gardonenca
Sant Joan del Gard (en francès Saint-Jean-du-Gard) és un municipi francès situat al departament del Gard i a la regió d'Occitània.